# Marco Archetti
Marco Archetti (Brescia, 26 marzo 1976) è uno scrittore italiano.

## Biografia
Dopo il diploma di liceo classico si avvicina al mondo letterario grazie alla lettura di tre romanzi che si riveleranno fondamentali: Herzog di Saul Bellow, Noialtri di Sergej Dovlatov e Conversazione nella Catédral di Mario Vargas Llosa. Se ne va di casa all'età di vent'anni, si mantiene con lavori di ogni genere e inizia a scrivere romanzi senza però presentarli ad alcun editore.
Intraprende un viaggio a L'Avana, città in cui vivrà per il successivo anno e mezzo e luogo che accende il suo talento narrativo. Comincia qui, infatti, la stesura di Io non c'entravo niente, titolo originario di Lola Motel, il primo vero romanzo, edito da Meridiano Zero nel 2003, nel quale racconta la movimentata educazione sentimentale di un ragazzino in una Avana disperata, protagonista della storia coi suoi odori penetranti e il suo cupo disfacimento.
In seguito scrive articoli e reportage per la rivista Nuovi argomenti, fra cui Cuba - patria y muerte, in cui racconta con crudezza la vita difficile e controversa nella capitale cubana.
Nel 2005 partecipa al Festivaletteratura di Mantova nella sezione Scritture giovani col racconto surreal-cimiteriale Jet lag, testo apprezzato dalla critica e, nella sua versione inglese, dallo scrittore statunitense Joe R. Lansdale, che ebbe a dichiarare: "Marco Archetti è uno scrittore raffinato e intelligente, con un grande futuro davanti a sé. Non perdete questo treno, saltateci su adesso".
Nello stesso anno firma un contratto col gruppo Feltrinelli, che pubblicherà tutti i suoi successivi romanzi fino al 2011.
Le sue storie spaziano dal genere fantastico (Maggio splendeva, ambientato nella Roma del ventennio, che ha per protagonista un ragazzino dotato di poteri paranormali) a quello comico (Gli asini volano alto, che racconta quella che l'autore definisce "l'indimenticabile estate del 1989", anno della caduta del Muro e del viaggio verso Lourdes di due fratelli molto diversi), fino agli accenti notturni e noir di Sabato, addio, storia di passione e di vendetta che vede protagonisti un uomo senza donne e una ballerina bellissima, e a quell'appassionata, ruvida, incandescente confessione d'amore e di odio - ambientata nel secondo dopoguerra e narrata in prima persona femminile -, che è Sette diavoli.
Negli anni, Archetti partecipa anche a vari Festival Internazionali: Berlino, Oslo, Hay Bay, Città del Messico, La Paz e anche alla Settimana della Cultura de L'Avana.
Suoi articoli sono apparsi su Vogue,D-Repubblica, Glamour, Gioia, Il Secolo XIX, Vanity Fair, Reset.
Ha collaborato alla stesura del soggetto del film Tutta colpa di Giuda di Davide Ferrario.
Da ottobre 2011 collabora al Corriere della Sera.
È un grande appassionato di pugilato, sport di cui ha scritto e che pratica.

## Opere principali
- Lola motel, 2003 Meridiano zero, Padova; 2008, Feltrinelli Editore, Milano.
- Vent'anni che non dormo, 2005, Feltrinelli Editore, Milano.
- Maggio splendeva, 2006, Feltrinelli Editore, Milano.
- Gli asini volano alto, 2009, Feltrinelli Editore, Milano.
- Sabato, addio, 2011, Feltrinelli Editore, Milano.
- Sette diavoli, 2013, Giunti editore, Firenze.
- I giorni non si scavalcano. Leonard Bundu, il romanzo di un pugile, 2015, Rizzoli, Milano.
- Una specie di vento, 2018, Chiarelettere, Milano
- La luce naturale, 2023, Mondadori, Milano.